# Rodrigo Duterte
Rodrigo Roa Duterte, dit Rody Duterte, surnommé Digong, né le 28 mars 1945 à Maasin, est un homme d'État philippin, membre du PDP-Laban. 
Il est maire de Davao de 1988 à 1998, puis de 2001 à 2010, de 2013 à 2016 et enfin depuis juin 2025. Il se fait connaître pour sa politique brutale d'élimination de la criminalité à Davao, où il encourage ouvertement les exécutions extrajudiciaires.
Il est président des Philippines de 2016 à 2022.
Sur le plan diplomatique, il rompt d'abord avec la tradition pro-américaine des Philippines pour se rapprocher de la Chine et de la Russie, avant de durcir sa position face aux incursions chinoises en mer de Chine méridionale à partir de 2020.
Il mène également des réformes sociales et économiques telles que le programme « Build, Build, Build » portant le budget d'infrastructures à 5,6 % du PIB, la gratuité des universités publiques et l'établissement d'un système d'assurance maladie universel.
Mais sa présidence est marquée par une guerre sanglante contre le trafic de drogue, qui aurait causé l'exécution extrajudiciaire d'environ 30 000 personnes selon les estimations de Human Rights Watch en 2018. Une plainte est déposée contre lui devant la Cour pénale internationale en avril 2017 pour crimes contre l'humanité, qui donne lieu à un mandat d'arrêt en vertu duquel il est arrêté à Manille le 11 mars 2025.

## Jeunesse et formation
Rodrigo Duterte est le fils de l'avocat et homme politique Vicente G. Duterte et de Soledad Roa. Le premier est secrétaire d'État sous la présidence de Ferdinand Marcos et la seconde mène des manifestations contre le régime de ce dernier après l'instauration de la loi martiale.
Il est diplômé en science politique du Lyceum de l'université des Philippines (en) à Manille en 1968. Reçu à l'examen d'avocat en 1972, il travaille par la suite au bureau du procureur de la ville de Davao, dans le Sud des Philippines, entre 1977 et 1986. Il est aussi spécialiste de l'histoire du droit des Philippines au temps de la colonisation espagnole du pays, avant 1898. Il parle l'espagnol, le tagalog (langue officielle des Philippines), le bisaya (sa langue maternelle), et l'anglais.

## Maire de Davao
Après la révolution de février 1986, qui chasse le dictateur Ferdinand Marcos du pouvoir, il est nommé adjoint au maire de Davao, avant d'être élu maire en 1988 et de le demeurer pendant dix ans. Il est de nouveau élu en 2001, puis réélu en 2004 et 2007 et exerce la fonction jusqu'en 2010, date à laquelle il est remplacé par sa fille, Sara Duterte. Enfin en 2013, il est une nouvelle fois élu maire, fonction qu'il conserve jusqu'à son élection à la présidence du pays.
Il est le premier maire à nommer des représentants des minorités musulmanes et lumads parmi ses adjoints. Il publie également une ordonnance prohibant les discriminations antimusulmanes. Il est populaire localement grâce au succès de sa politique de tolérance zéro à l'égard des criminels au point que le magazine Time le surnomme le « Punisher ». En l'espace de 20 ans, Davao serait ainsi passée selon lui du statut de « capitale du crime » à « la ville la plus sûre du monde ». Des données de la police nationale des Philippines parues en avril 2016 (données brutes, non-proportionnées au nombre d'habitants) mettent cependant en lumière que Davao a pourtant la première place en nombre de meurtres entre 2010 et 2015, et la deuxième en nombre de viols aux Philippines pour la même période.
Il prend position en faveur du maintien des écoles communautaires indigènes que le gouvernement envisageait de supprimer.
En février 2017 un ancien policier explique que lorsqu'il était maire, Duterte l'aurait payé lui ainsi que d'autres policiers pour tuer non seulement des criminels mais aussi des opposants politiques dont le commentateur radio Jun Pala (en), critique à l'égard du maire.

## Président des Philippines
Candidat à l'élection présidentielle de 2016 pour le parti PDP-Laban (centre gauche à gauche), il est élu le 9 mai recueillant 16 601 997 voix (39 % des voix) contre 9 978 175 voix (23,5 %) pour Mar Roxas et 9 100 991 (21,4 %) pour Grace Poe. Il entre en fonction le 30 juin 2016. En quelques mois, sa popularité s'envole pour recueillir 76 % d'opinion favorable. Une popularité qui s'explique, entre autres, par son franc-parler et la manière dont les algorithmes de Facebook et d'autres réseaux sociaux ont mis en avant son discours et celui de ses partisans ; en septembre 2022, une enquête de BuzzFeed a conclu que Rodrigo Duterte (comme Trump, Bolsonaro, les promoteurs du Brexit et d'autres) ont su, avec l'aide d'officines spécialisées dans l'influence sur le Net, utiliser Facebook pour asseoir leur pouvoir ; selon Pompee La Viña (conseiller numérique qui l'a aidé à gagner la présidence), Duterte « ne comprend pas vraiment les réseaux sociaux. Mais il nous a transmis un message en nous expliquant qui il était. Il était calibré pour Facebook ».
C'est un bon orateur s'exprimant soit en cebuano soit dans un mélange tagalog-anglais selon son auditoire. Ses discours, comme ceux de Jair Bolsonaro, sont ponctués d'interjections et de grossièretés et il ne manque pas de faire des blagues quel que soit le sujet, quitte à choquer. Pendant sa campagne électorale, il avait déclaré : « Oubliez les droits de l'homme, si je deviens président, ça va saigner ». Il déclara aussi : « Les hôpitaux, qu'ils soient riches ou pauvres, devront mettre à disposition 10 ou 20 lits pour les patients qui ne peuvent pas payer… S'il s'agit d'hôpitaux riches, il me faudra 30 à 50 lits. Traitez le patient, je paierai » ou encore au sujet de la sénatrice Miriam Defensor Santiango, elle aussi candidate à l’élection de 2016 : « C'est bien que madame Miriam soit ici parce qu'elle est l'une des deux seules personnes assez qualifiées pour diriger ce pays ».
Le 25 août 2021, il annonce sa candidature à la vice-présidence des Philippines à l'issue de son mandat, la constitution n'autorisant qu'un seul mandat à la présidence. Début octobre, il annonce finalement renoncer à cette candidature et sa prochaine retraite de la vie politique. Finalement, il sera candidat aux sénatoriales, tandis que sa fille Sara brigue la vice-présidence du pays.

### Politique intérieure

#### Avec les groupuscules dissidents
Rodrigo Duterte a dans un premier temps défendu une approche pacifique quant à a résolution des conflits armés aux Philippines, qui se traduit rapidement par une proposition de négociation de paix faite à la guérilla communiste de la Nouvelle Armée populaire, qui y répond favorablement, et aux séparatistes musulmans du Front Moro islamique de libération.
Finalement, début 2021, il prononce un discours d'une rare violence sur la « menace communiste » qui selon lui gangrène le pays et menace de renverser son pouvoir. Il y assène : « Je le dis aux policiers et aux militaires : si vous avez face à vous un ennemi, un rebelle communiste qui est armé, alors tuez-le ! Tuez-les tous, achevez-les, vérifiez qu'ils sont bien morts. Et au diable les droits de l'Homme : si quelqu'un doit aller en prison, ce sera moi ! ». Les observateurs internationaux redoutent que derrière ces « rebelles communistes » la cible ne soit le parti d'opposition Bayan, de gauche modérée, dont au moins une dizaine de proches (tous militants dans des syndicats ou des organisations de défense des droits civiques et de la démocratie) ont été assassinés dans la foulée du discours. Il est à noter que le Parti communiste des Philippines et sa branche armée, la Nouvelle Armée populaire (Bagong Hukbong Bayan) sont tous deux placés sur la liste officielle des organisations considérées comme terroristes par le département d'État des États-Unis et par l'Union européenne.

#### Investissements publics
Il annonce pour l'année 2017 une importante hausse du budget consacré par l’État à l'entretien des infrastructures publiques, notamment pour rénover et développer le réseau routier, les bâtiments scolaires et les hôpitaux.
Le programme prend le nom de « Build, Build, Build » et porte le budget à 5,6 % du PIB en 2017, avec une prévision à 7,3 % pour 2022. Il s'inscrit dans une certaine continuité avec la précédente administration puisque les premiers investissements concernent des projets déjà en cours, avec l'ambition de tous les achever avant 2022.
Le premier bilan fait à mi-mandat, en 2019, insiste sur l'inauguration des aéroports de Puerto Princesa et de Bohol-Panglao ainsi que sur l’accélération des travaux de la ligne MRT7 du métro aérien de Manille, sur le chantier de l'autoroute reliant le nord au sud de la capitale ou du troisième pont reliant Cebu à Mactan. Durant ces trois premières années, 9 845 kilomètres de routes sont construits ou réaménagés de même que 2 709 ponts et 71 803 salles de classe. On peut noter parmi les projets lancés sous l'égide du programme « Build, Build, Build » la première ligne de métro souterraine de Manille, la réhabilitation et l’extension du chemin de fer sur les îles de Luzon et Mindanao, la construction de plusieurs ponts à Manille et celle de l'aéroport international de Manille-Bulacan.

#### Réformes sociales
Rodrigo Duterte s'engage en faveur de la transparence des pouvoirs publics aux Philippines en signant un décret permettant à chaque citoyen d’accéder aux archives gouvernementales. Sa décision est saluée par les acteurs de l’information. En janvier 2017, sa proposition de rendre gratuitement accessible la pilule contraceptive aux femmes économiquement démunies est saluée par les associations de défense des droits des femmes.
Les universités publiques sont rendues gratuites et un système d'assurance maladie est instauré afin de permettre aux plus pauvres de bénéficier des soins élémentaires et d'obtenir gratuitement certains médicaments. Les contrats de travail de courte durée sont limités afin de réduire la précarité des travailleurs concernés et les retraites sont augmentées.
Duterte soutient les droits LGBT, position singulière dans un pays encore fortement influencé par la religion catholique. Il a cependant des positions très dures à l'encontre de l'Église catholique dans son ensemble. Il ne manque pas de traiter de « fils de pute » les évêques philippins et soutient le mariage homosexuel. Ses positions sur l'homosexualité ont toutefois considérablement varié.
Il reste très ferme sur sa position concernant le rétablissement de la peine de mort (une de ses promesses de campagne) qui a été suspendue par la présidente Gloria Macapagal-Arroyo en 2006, mais fait face au refus du Congrès. Il considère que la peine de mort est efficace dans la lutte contre les trafiquants de drogue.
Le gouvernement Duterte lance en 2018 le programme de carte d'identité nationale avec pour but premier de faciliter et fluidifier l'accès aux aides gouvernementales aux populations les plus pauvres. Ce programme est accéléré à partir de 2021 en anticipation de la campagne de vaccination contre la Covid-19.
Le 20 février 2019, Rodrigo Duterte signe la loi no 11223, qui établit un système de santé universel dans le pays. Celui-ci est un développement supplémentaire de l'assurance santé pilotée par le Département de la santé (DOH), PhilHealth, et doit permettre à tous les citoyens philippins d'avoir accès aux services de santé publique gratuitement.

#### Économie
Son programme économique, le Tax Reform for Acceleration and Inclusion (TRAIN), vise a réduire les inégalités des citoyens face à l’impôt.
La loi est votée en décembre 2017 par le Sénat et la Chambre des représentants et a pour but d'augmenter les taxes sur les produits des classes supérieures (notamment les carburants, le tabac et les automobiles), de réduire la TVA pour les commerces les plus fragiles et de diminuer l’impôt sur le revenu ; le tout afin de financer le programme d'investissement « Build, Build, Build » et soutenir l'éducation et la santé.
La deuxième partie du programme, le Corporate Income Tax and Incentive Rationalization Act (Citira) puis renommé Corporate Recovery and Tax Incentives for Enterprises (Create), vise à améliorer l'attractivité économique du pays en réduisant l’impôt sur les sociétés en le passant de 30 % à 25 % et est soutenu par le FMI. La loi est adoptée par le parlement le 3 février 2021 .

#### Politique environnementale
Sous la conduite de la ministre de l’Environnement Regina Lopez, les activités d'extractions à ciel ouvert sont interdites et plus de la moitié des mines sont fermées. Cette politique entre en confrontation avec le lobby minier et le Parlement, qui vote sa destitution malgré l'appui en sa faveur de Duterte, dix mois après sa nomination au gouvernement,.
Au sujet de son conflit avec l'industrie minière, Rodrigo Duterte déclare que « la protection de l’environnement est une priorité plus importante que l'exploitation minière et autres activités qui causent de grands dommages ». Il met également en garde sur de fortes augmentations d’impôts pour les entreprises qui exploiteraient des ressources dans des zones protégées.
Le tourisme se retrouve aussi sous les feux des projecteurs écologiques en 2018. Rodrigo Duterte décide en effet en avril de cette même année de fermer l'île de Boracay, poumon touristique de l'archipel, après une visite durant laquelle il déclara que « ça pue la merde ». Les bâtiments construits sans permis sont détruits, les hôtels et commerces non raccordés aux égouts sont fermés et de grands travaux de remise en état du système d'évacuation et de traitement des eaux usées sont lancés. Un plan similaire est lancé l'année suivante dans la baie de Manille, l'une des plus polluées au monde.

#### Région autonome musulmane
Rodrigo Duterte signe le 16 juillet 2018 la Bangsamoro Organic Law, qui accorde plus de pouvoirs à la région autonome musulmane (Autonomous Region in Muslim Mindanao - ARMM) en la réformant (celle-ci adopte dès lors le nom de Bangsamoro Autonomous Region in Muslim Mindanao - BARMM). Cette loi est une avancée majeure dans le processus de paix qui s'est dessiné sous la présidence de Benigno Aquino III avec la signature d'un cessez-le-feu entre le gouvernement philippin et le Front Moro islamique de libération (MILF).

#### Énergie, télécommunications et technologies
Afin de réduire la dépendance du pays aux énergies fossiles et de diminuer son empreinte carbone, le président relance le débat sur la production d'énergie par le nucléaire. Il autorise aussi les opérateurs énergétiques étrangers à implanter des centrales géothermiques sur le sol philippin ; le pays est déjà le troisième producteur d’électricité géothermique au monde mais n'autorisait que les sociétés philippines à opérer.
Afin d'augmenter la couverture et la qualité du réseau de téléphonie mobile, Rodrigo Duterte œuvre pour l'arrivée d'un troisième acteur sur le marché alors occupé par PLDT Smart et Globe Telecom. Le milliardaire davaoeño Dennis Uy, avec sa société Udenna Coportation, s'associe à China Telecom afin de créer Dito Telecom.
Rodrigo Duterte signe aussi la création de l'Agence spatiale philippine (Philippine Space Agency ou PhilSA) et de l'Institut de virologie des Philippines.

### Affaires extérieures

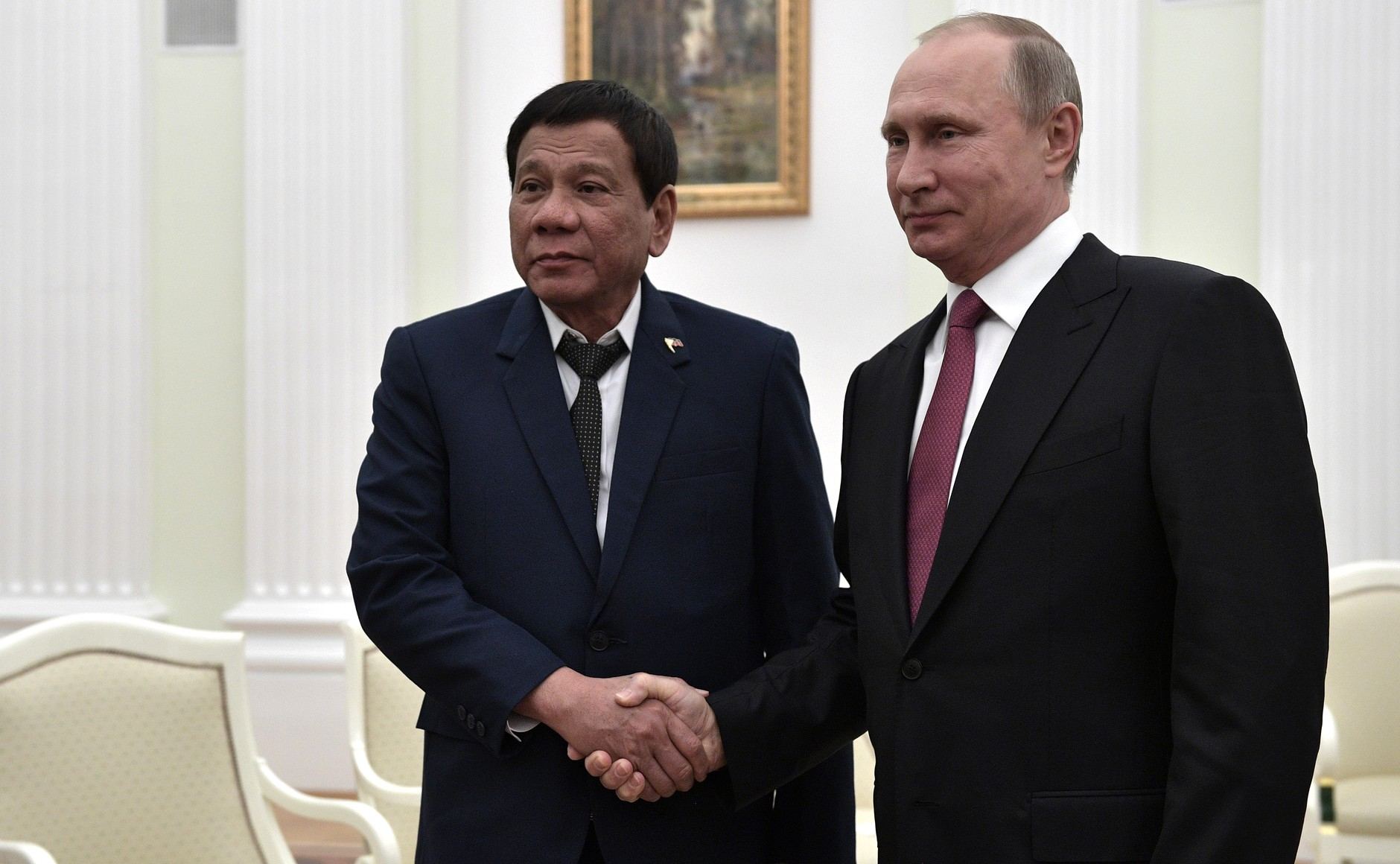
Rodrigo Duterte et Vladimir Poutine durant le sommet de l'APEC de 2016.

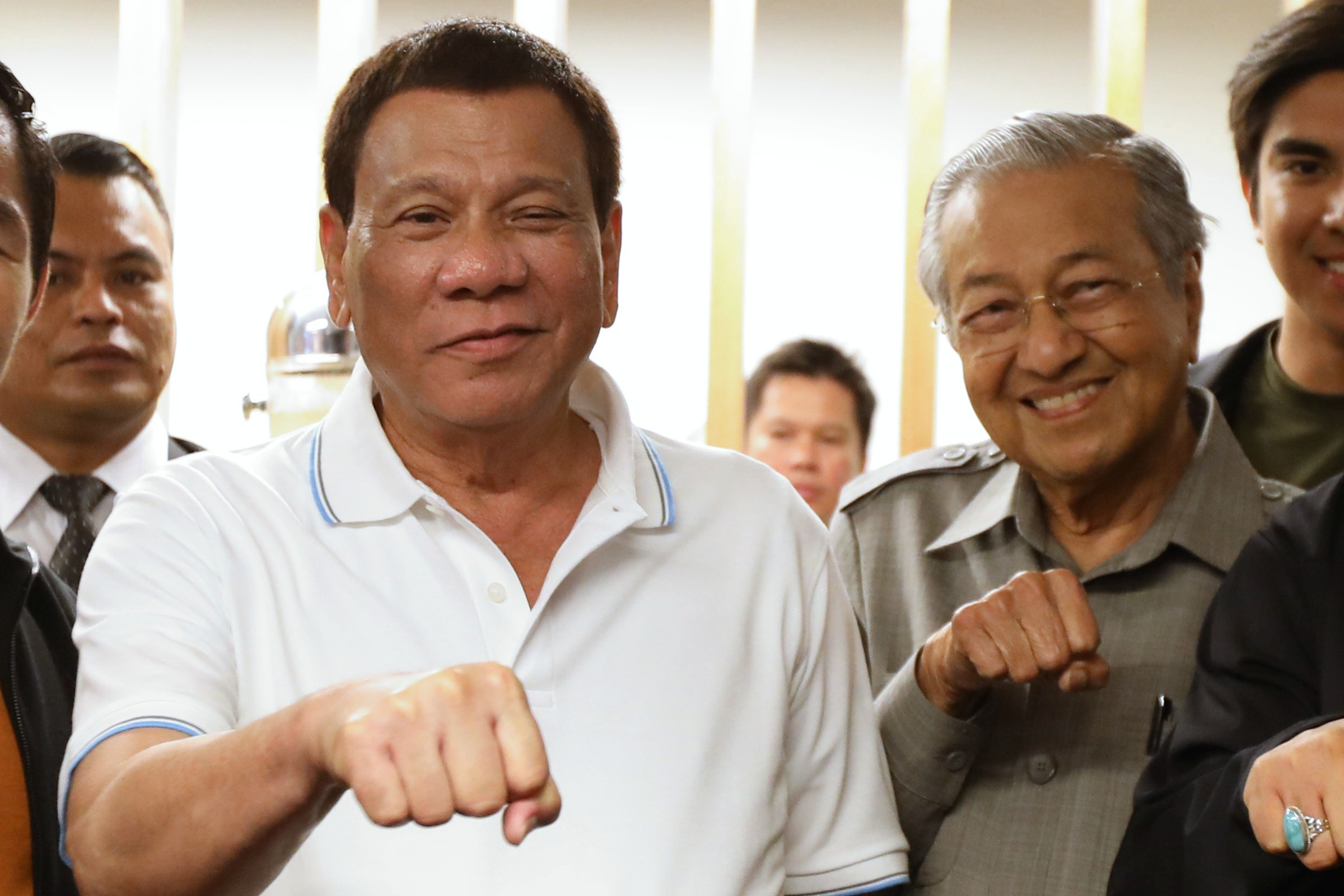
Rodrigo Duterte et Premier ministre malaisien Mahathir Mohamad en 2018.

Alors qu'un traité de défense existe entre les Philippines et les États-Unis depuis 1951, renforcé en 2014, Rodrigo Duterte souhaite se détourner de l'allié traditionnel américain pour se rapprocher de la Chine. En septembre 2016, il ordonne ainsi aux forces spéciales américaines épaulant l'armée philippine dans la lutte contre les rebelles islamistes de quitter le sud de l'archipel et, dans un contexte de tension entre les Philippines et la République populaire chinoise en mer de Chine méridionale, joue l'apaisement en annonçant que ses navires ne patrouilleront plus aux côtés de la flotte américaine (qui jusque-là était érigée en protecteur des Philippines face à la Chine). Déjà en 1992, les Américains avaient dû quitter leur base navale de la baie de Subic. Toutefois, le caractère du nouveau président ne le rendrait pas selon le quotidien chinois Global Times « facile à utiliser ».
Il demande aux États-Unis la restitution de cloches d'églises volées en 1901, quand l'armée américaine avait entièrement massacré la population de la ville de Balangiga au cours d'une action de représailles. Ces cloches représentent selon Duterte « le souvenir de l'héroïsme de nos ancêtres qui ont résisté aux colonisateurs américains et ont sacrifié leurs vies pour cela » et reviennent aux Philippines le 15 décembre 2018. Souvent critique envers les Américains, il menace en 2020 de suspendre le VFA (Visiting Forces Agreement) entre son pays et les États-Unis, pacte qui établit le cadre légal pour la présence des troupes américaines sur le sol philippin. Le pacte de défense mutuel n'est quant à lui pas affecté. Cette menace n'est cependant pas mise à exécution, et c'est même un réchauffement diplomatique au détriment de la Chine qui se profile entre les Philippines et les États-Unis à la sortie de la pandémie de Covid-19 et sur fond de tensions territoriales en mer de Chine.

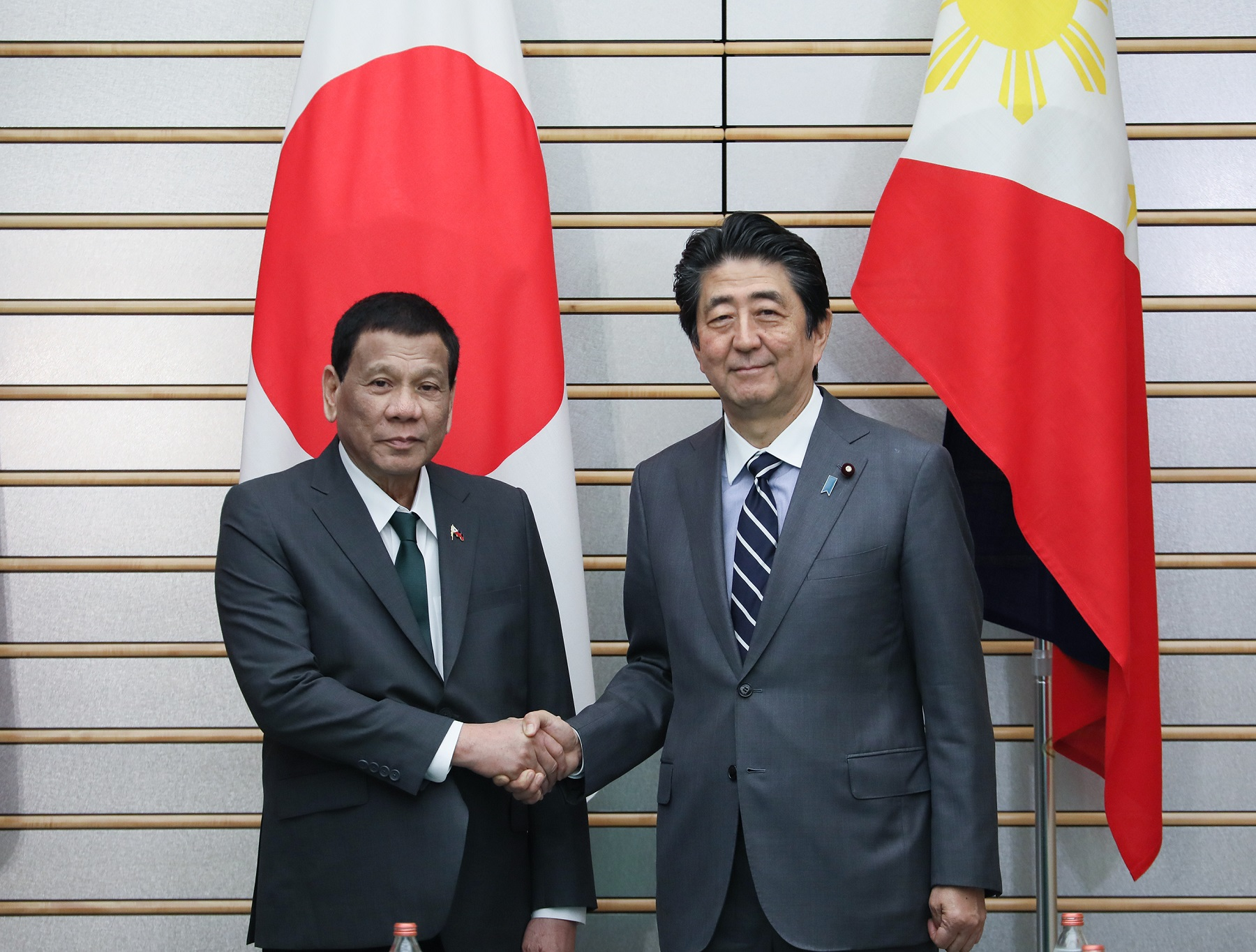
Rodrigo Duterte et Shinzo Abe en 2019.

En plus de la Chine, Rodrigo Duterte renforce les relations diplomatiques avec la Russie. Il se rend à Moscou une première fois en 2017 pour y rencontrer Vladimir Poutine mais doit retourner en urgence aux Philippines à la suite du déclenchement de la bataille de Marawi (la Russie offrira à cette occasion une aide symbolique à l'armée philippine). Il plaide pour plus d'échanges économiques et militaires entre les deux pays et semble vouloir non pas abandonner les rapports privilégiés des Philippines avec les États-Unis au seul profit de la Chine, mais impliquer les trois superpuissances mondiales dans l’essor du pays en contrebalançant leur influence respective.
Dans le domaine de l'armement, les décisions prises par Duterte ne suivent pas nécessairement les avis rendus par les forces armées philippines et le département de la défense et ce sont les pays voisins des Philippines qui profitent de la réduction de la dépendance envers les États-Unis. La Corée du Sud s'était déjà attirée les faveurs de l'administration précédente avec l'achat d'avions de combat et ce statut privilégié se confirme avec l'achat de davantage de matériel militaire, notamment des bâtiments de surface pour la marine. Le Japon devient aussi un partenaire de premier choix comme l'illustre l'achat de radars de surveillance en 2020, l'appel d'offre étant modifié pour correspondre aux caractéristiques japonaises. L'Indonésie n'est pas en reste avec la signature de traités de coopération.
En janvier 2018, après les suicides de quatre domestiques philippines au Koweït et des affaires de viols, Duterte met en garde les autorités de l'émirat en menaçant de suspendre les départs de nouveaux domestiques vers le pays si celui-ci n'agit pas pour leur protection. Plus de 200 000 Philippins vivent au Koweït, dont beaucoup ne peuvent repartir, sont peu payés et subissent des brimades. C'est dans ce contexte particulier qu'il fait envoyer en janvier 2020 deux navires de la marine philippine à Oman en préparation d'une éventuelle évacuation durant la crise américano-iranienne.
En 2019, sous sa présidence, les Philippines quittent la Cour pénale internationale, celle-ci enquêtant sur la répression des trafiquants de drogue dans le pays.

### Gestion de crises

#### Terrorisme
Rodrigo Duterte s’engage dès le début de son mandat contre le terrorisme et annonce son soutien aux opérations de l'armée dans le sud du pays, dans l'archipel de Sulu. Sa ville de cœur est frappée par le terrorisme en septembre 2016 : un attentat fait 14 morts et 67 blessés à Davao. Puis, en avril 2017, une tentative de prise d’otages contrée par l’armée fait huit morts sur l’île touristique de Bohol. Cette incursion inhabituelle au cœur des Visayas (la région centrale de l'archipel) semble traduire la volonté du groupe Abu Sayyaf de tester le pouvoir en place.
En mai 2017, la tentative d'arrestation à Marawi du leader d’Abou Sayyaf (groupe lié à l’État islamique), Isnilon Hapilon, aboutit à une rébellion dans cette ville. Des otages sont pris et la loi martiale est déclarée le 23 mai 2017 dans toute l'île de Mindanao. L'île est entièrement reprise par les forces armées le 23 octobre 2017, au terme de combats ayant fait 165 morts parmi les militaires et les policiers et 920 dans les rangs des djihadistes, dont leurs chefs : Isnilon Hapilon et les frères Maute.
Les opérations militaires sont renforcées et suivent ensuite leur cours sur les îles de Basilan et Jolo.
Le 3 juillet 2020, Rodrigo Duterte signe une loi anti-terrorisme controversée, destinée à faciliter l'arrestation et la mise en détention d'individus soupçonnés de terrorisme. Alors que Duterte plaidait jusqu'alors pour des discussions et la paix avec la guérilla communiste (le CPP) et sa branche armée (la Nouvelle Armée populaire),,, cette nouvelle loi met un terme aux négociations et classe la Nouvelle Armée populaire comme organisation terroriste, après qu'elle a violé le cessez-le-feu décrété durant la pandémie de Covid-19 en tuant deux militaires. Les exactions de l'armée et de la police sont fréquentes. La police abat quatorze paysans en mars 2019 dans le centre du pays, qu'elle présente comme des membres ou des sympathisants de la rébellion communiste. Pourtant, selon des associations, il s'agissait de civils engagés dans des luttes sociales. Neuf militants de gauche, accusés à tort d’être membres de la rébellion, sont exécutés par la police en mars 2021. L'accusation de « communisme » est régulièrement utilisée par les autorités pour se débarrasser de militants syndicaux ou écologistes. Des religieux sont également arrêtés sous ce motif, ce que dénonce l’Église catholique.

#### Pandémie de Covid-19
Alors que la pandémie de Covid-19 s'étend à travers le monde, le président Rodrigo Duterte ordonne les premières mesures de confinement le 16 mars 2020 sur l'île de Luzon. Les dispositions de ce confinement sont établies sous le nom d'Enhanced Community Quarantine (ECQ). Les premières mesures de déconfinement sont mises en place le 1er mai 2020 sous le label General Community Quarantine (GCQ).
La gestion de la crise sanitaire est principalement dirigée par le secrétaire à la Santé Francisco Duque III et le département de la santé (DOH). Duque aura le soutien du président, tout du moins jusqu'à la fin de la crise, alors que des critiques s’élèvent à son encontre,. Il ordonne tout de même au département de la justice (DOJ) de mener des investigations au sujet de soupçons de corruption au sein de la PhilHealth, organisme de santé publique rattaché au département de la santé, ce qui mena au remplacement de son chef Ricardo Morales par Dante Gierran et à la démission de 43 cadres.
Le point sur lequel le président insiste principalement porte sur la suspension des cours jusqu'à ce qu'un vaccin soit disponible. Il déclare : « Je ne permettrai pas l'ouverture des classes, où les enfants seront côte à côte. Personne n'ira à l'école sauf si je suis sûr qu'ils sont vraiment en sécurité. Il faut d'abord un vaccin ». Alors que de premiers retours en classe se dessinaient pour janvier 2021, la découverte d'un nouveau variant du virus au Royaume-Uni pousse le président à mettre fin au processus et à revenir aux cours à distance.
Deux programmes de soutien à l'économie sont mis en place pour un montant total de 2,06 milliards de PHP (environ 43 milliards de $) : les Bayanihan To Heal as One Act (Bayanihan 1) et Bayanihan to Recover as One Act (Bayanihan 2).
La campagne de vaccination commence à se préparer le 23 décembre 2020 avec la soumission par Pfizer d'une demande d’autorisation d'utilisation à l'Administration des aliments et des médicaments (Food and Drug Administration - FDA), qui est chargée d'évaluer tout nouveau médicament devant être distribué aux Philippines. Le Presidential Security Group, qui est chargé de la sécurité de président, se retrouve lui sous les feux de la rampe après avoir fait abstraction des consignes de la FDA, le département de la santé (DOH) et le département de la défense (DND) en vaccinant ses membres dès septembre 2020, en utilisant des vaccins d'origine encore inconnue importés illégalement,.

#### Conflit en mer de Chine méridionale
Alors qu'il avait annoncé qu'il n'hésiterait pas à se rendre en motomarine jusqu'à des récifs disputés en mer de Chine méridionale, Rodrigo Duterte tient du début de son mandat jusqu'à début 2020 un discours beaucoup plus complaisant envers les pays impliqués, et particulièrement envers la Chine. Son secrétaire à la Défense, Delfin Lorenzana, se rend cependant à plusieurs reprises sur l'île de Pag-Asa (Thitu) et confirme les pressions chinoises à l'encontre des officiels philippins sur ce sujet. Rodrigo Duterte plaide alors pour l'exploration conjointe avec la Chine des récifs contestés et du partage des ressources naturelles s'y trouvant, mais se heurte à des problèmes de constitutionnalité et à l'opposition de certains membres de son gouvernement.
Son discours semble cependant se raffermir durant la deuxième moitié de son mandat, lorsqu'il appelle tous les belligérants à respecter les lois internationales et évoque des « incidents alarmants » durant la pandémie de Covid-19. Le 12 juillet 2020 marque un tournant important quant au positionnement du gouvernement Duterte dans la gestion de ce différend territorial. Le secrétaire aux Affaires étrangères Teodoro Locsin Jr évoque en effet, pour la première fois depuis l’élection de Rodrigo Duterte, le jugement de la Cour permanente d'arbitrage (CPA) de La Haye rendu quatre ans auparavant (le 12 juillet 2016), favorable aux revendications philippines. Ce jugement n'avait jusqu’alors pas été évoqué par le gouvernement philippin afin de ne pas mettre en péril les nouvelles relations diplomatiques ouvertes entre le pays et la Chine.
Rodrigo Duterte fit mention lui-même du jugement de la CPA de La Haye lors de son premier discours devant l'Assemblée générale des Nations unies en septembre 2020. Il déclare :
The Philippines affirms that commitment in the South China Sea in accordance with UNCLOS and the 2016 Arbitral Award. The Award is now part of international law, beyond compromise and beyond the reach of passing governments to dilute, diminish or abandon. We firmly reject attempts to undermine it. (« Les Philippines affirment cet engagement dans la mer de Chine méridionale conformément à la CNUDM (Convention des Nations unies sur le droit de la mer) et à la sentence arbitrale de 2016. La sentence fait désormais partie du droit international, sans compromis et hors de portée des gouvernements qui passent pour la diluer, l'amoindrir ou l'abandonner. Nous rejetons fermement les tentatives visant à l'affaiblir. »)
Il reste très mesuré dans ses communiqués alors que plus de 220 navires de la milice maritime de l'Armée populaire de libération se concentrent et occupent le récif Julian Felipe en mars 2021 (celui-ci est situé dans la ZEE des Philippines, au large de Palawan). Son discours envers la Chine, qu'il qualifie d'amie, tranche cependant nettement avec les déclarations de ses ministres de la Défense, Delfin Lorenzana, et des Affaires étrangères, Teddy Locsin. Ce sont les voix de ces derniers qui se font entendre alors que de nombreuses protestations diplomatiques sont adressées au gouvernement chinois et que les forces gouvernementales (forces armées et la garde côtière) intensifient leurs patrouilles dans la zone.

### «Guerre»contre le trafic de drogue et la corruption policière
Après son entrée en fonction, dans une conférence de presse à Tondo, Duterte a exhorté les citoyens philippins à assassiner à la fois les trafiquants de drogue et les toxicomanes. Un jour après son investiture, il a même demandé à la Nouvelle Armée populaire, la branche armée du Parti communiste des Philippines, de désarmer puis d’arrêter les barons de la drogue,.
Le 5 juillet 2016, Duterte a dévoilé les noms de cinq policiers suspectés d'être impliqués dans le trafic de drogue. Le 7 juillet, lors d'une nouvelle conférence de presse, il a présenté un organigramme censé représenter un réseau de trafic de drogues, impliquant trois ressortissants chinois,. Le même jour, le Philippine Daily Inquirer publie une « Kill List », autrement dit une liste de noms des personnes victimes d’exécutions extra-judiciaires depuis la prise de fonction de Duterte, régulièrement mise à jour jusqu'au 14 février 2017. Dans le même temps, le député d'Ifugao, Teddy Baguilat (en), a exhorté la Chambre des représentants à enquêter sur « toute une série d’exécutions extrajudiciaires et/ou sommaires de présumés contrevenants aux lois sur les drogues illicites et d’autres criminels présumés ». De son côté, la sénatrice et ancienne secrétaire à la Justice (2010-2015) Leila de Lima a exhorté l'administration Duterte à mettre fin aux exécutions extrajudiciaires et a annoncé qu'elle déposerait une résolution demandant au Sénat philippin de mener une enquête à ce sujet. L'alliance de partis de gauche Bayan (en) a elle aussi demandé à Duterte d’enquêter sur le nombre croissant d’exécutions extrajudiciaires. Face à tant de demandes en si peu de temps, le gouvernement a simplement fait savoir qu'il exigeait des preuves et qu'il était prêt à les recevoir.  

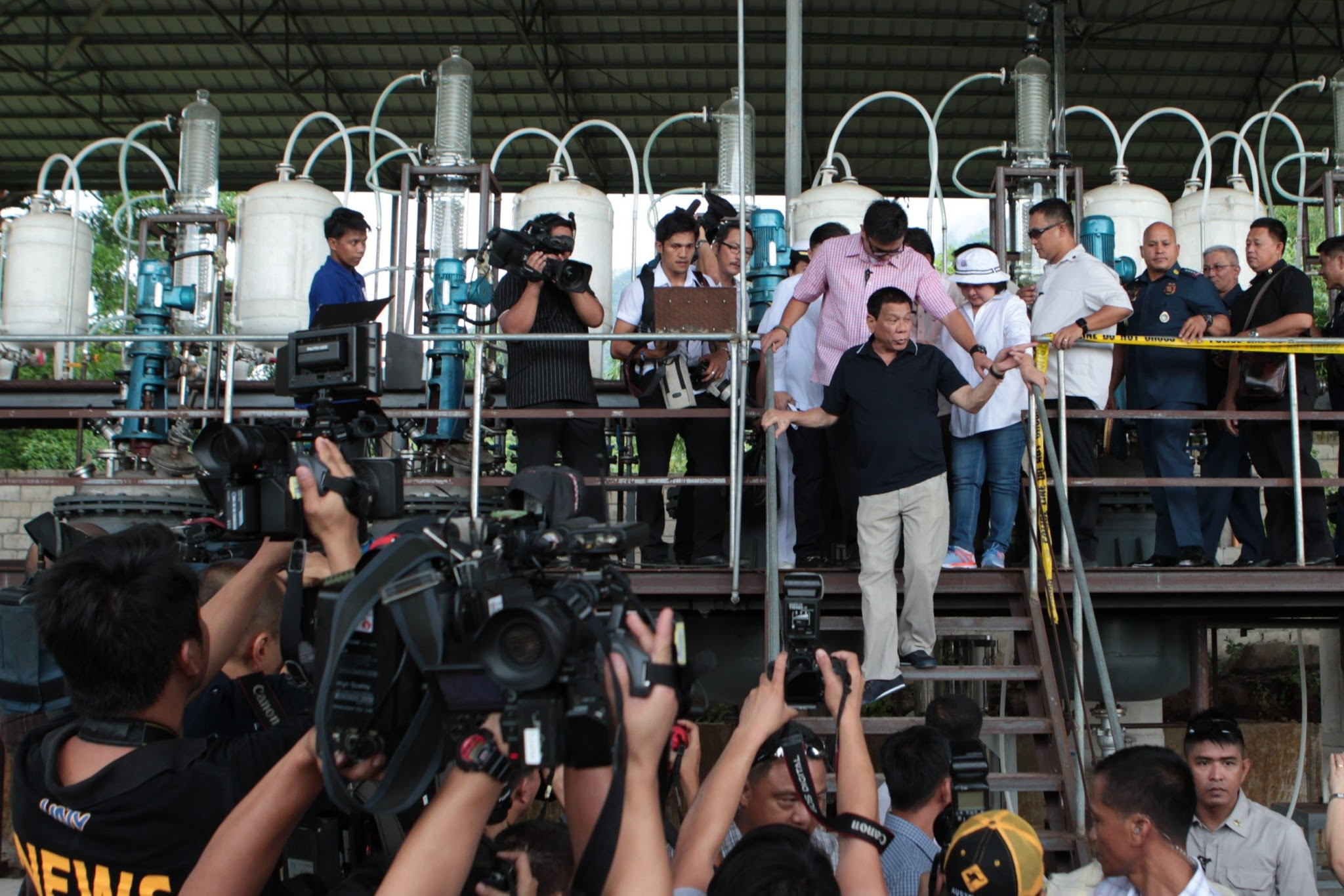
Rodrigo Duterte inspecte un laboratoire de méthamphétamine en septembre 2016.

Duterte a justifié sa croisade contre la drogue en affirmant que les Philippines étaient en train de devenir un « narco-État ». Pourtant, d'après l'Office des Nations unies contre la drogue et le crime, la prévalence de la consommation de drogue dans le pays est inférieure à la moyenne mondiale. Enfin, Duterte a écarté les préoccupations en matière de droits de l'homme en déshumanisant les toxicomanes. Il déclarait notamment en août 2016 : « Un crime contre l'humanité ? J'aimerais tout d'abord être franc avec vous. S'agit-il d'humains ? Comment définissez-vous un être humain ? ».
Au début du mois d'octobre 2016, un officier de police a déclaré au Guardian que dix escadrons de la mort de la police officielle opéraient dans le cadre d'opérations spéciales et qu'il avait personnellement participé au meurtre de 87 suspects. Il a décrit la manière dont les cadavres étaient jetés au bord de la route ou la tête enveloppée dans du ruban adhésif avec une pancarte en carton les identifiant en tant que délinquant toxicomane, afin que le meurtre ne fasse pas l'objet d'une enquête. Le président de la Commission des droits de l'homme, Chito Gascon (en) a déclaré que ce genre de méthodes ne l'étonnait pas. La police nationale des Philippines a quant à elle refusé de commenter ces allégations. Le Guardian affirme toutefois que si le grade du policier et ses états de service ont pu être vérifiés, « il n’y a pas de confirmation officielle et indépendante des allégations de complicité de l’État et de coordination de la police dans des meurtres de masse ».
On estime qu'après seulement quatre mois de présidence, « Rody » a déjà couvert l'exécution sommaire d'au moins 3 700 personnes dans le contexte de sa campagne contre les narcotrafiquants. Après six mois (en janvier 2017), les estimations font état de 2 000 victimes directes de la police (exécutions extrajudiciaires) et d'au moins 5 000 par des milices diverses. Fin 2018, on estime le résultat de cette croisade à environ 30 000 victimes.
Il prévoit également d'étendre les peines de prison aux enfants de neuf ans, de manière qu'aucun Philippin ne puisse croire jouir d'une quelconque impunité.
À la suite de l'enlèvement puis du meurtre d'un homme d'affaires coréen par des policiers corrompus, Duterte annonce doubler sa croisade contre la drogue d'une autre contre les policiers corrompus, avec cette phrase choc : « Vous, les policiers, vous êtes les plus corrompus. Vous êtes corrompus jusqu'à la moelle. C'est dans votre sang ». Il a ensuite enjoint aux responsables de se rendre, sous peine de voir leur tête mise à prix. Les enquêtes concernant les affaires de drogues sont désormais confiées à l'agence antidrogue philippine. Le problème de corruption au sein de la police nationale revient sous les feux des projecteurs en 2019 avec le scandale de ceux que l'ont surnomme les « Ninja Cops », policiers corrompus impliqués dans le trafic de drogue. À l'occasion de la nomination d'un nouveau chef de la police nationale, Rodrigo Duterte confie au secrétaire des Affaires intérieures Eduardo Año la tâche de purger l'institution de tout policier corrompu,.

### Arrestation d'opposants
Le 24 février, sa principale opposante, Leila de Lima, qui a dirigé la commission des droits de l'Homme et fut ministre de la Justice sous le gouvernement de Benigno Aquino III, est arrêtée sur décision de la cour de justice régionale de Muntinlupa sous l'accusation d'entretenir des liens avec des narcotrafiquants. Avant de lancer une campagne visant à la salir, Duterte aurait déclaré qu'il « la détruirai[t] publiquement ». Amnesty International considère que cette arrestation est un moyen de faire taire les critiques contre la politique du président et déclare qu'il faut considérer Leila de Lima comme une prisonnière d'opinion. L'Union interparlementaire fait savoir le 5 avril 2017 qu'elle considère comme dénuée de fondement l'inculpation de Leila de Lima en raison de son implication antérieure contre le trafic de drogue au sein du système pénitentiaire national. Elle reçoit également le soutien du Parlement européen, qui appelle à sa libération. Le 6 juin 2018, la Cour suprême des Philippines confirme la constitutionnalité de la procédure lancée par la cour de justice régionale de Muntinlupa.
Un autre critique se retrouve dans le « viseur » du président Duterte en 2018 en la personne d'Antonio Trillanes IV, sénateur et candidat à l'élection à la vice-présidence des Philippines en 2016. Cet ancien lieutenant de la marine philippine fut impliqué dans deux mutineries, en 2003 et 2007, ainsi que dans une tentative de coup d'État à l'encontre de la présidente Gloria Macapagal-Arroyo. Il bénéficie en 2011 des faveurs du président Benigno Aquino III, se voit proposer une amnistie pour les faits qui lui sont reprochés et est élu sénateur. Son amnistie est suspendue par décision du président Duterte en septembre 2018 ce qui permet à la cour de justice de Makati de reprendre le procès interrompu en 2011,.

### Actions en justice
Le 15 mai 2017, la Commission de la Justice du Congrès des Philippines rejette la plainte déposée par le député d’opposition Gary Alejano au sujet des exécutions extrajudiciaires de narcotrafiquants. Les motivations du rejet sont que la plainte « manque de substance » et est fondée sur des « ouï-dire ». Mais les membres de la Commission sont majoritairement favorables à Duterte.

## Arrestation et extradition
En avril 2017, l'avocat Jude Sabio (mort le 13 avril 2021) dépose plainte contre Duterte auprès de la Cour pénale internationale de La Haye pour crime contre l'humanité, ce qui donne lieu à l'émission d'un mandat d'arrêt le 7 mars 2025,. En vertu de ce mandat, Duterte est arrêté à Manille le 11 mars 2025, en rentrant d'un bref voyage à Hong Kong, puis aussitôt transféré à La Haye tandis que la Cour pénale internationale rend public le mandat d'arrêt,.

## Déclarations polémiques

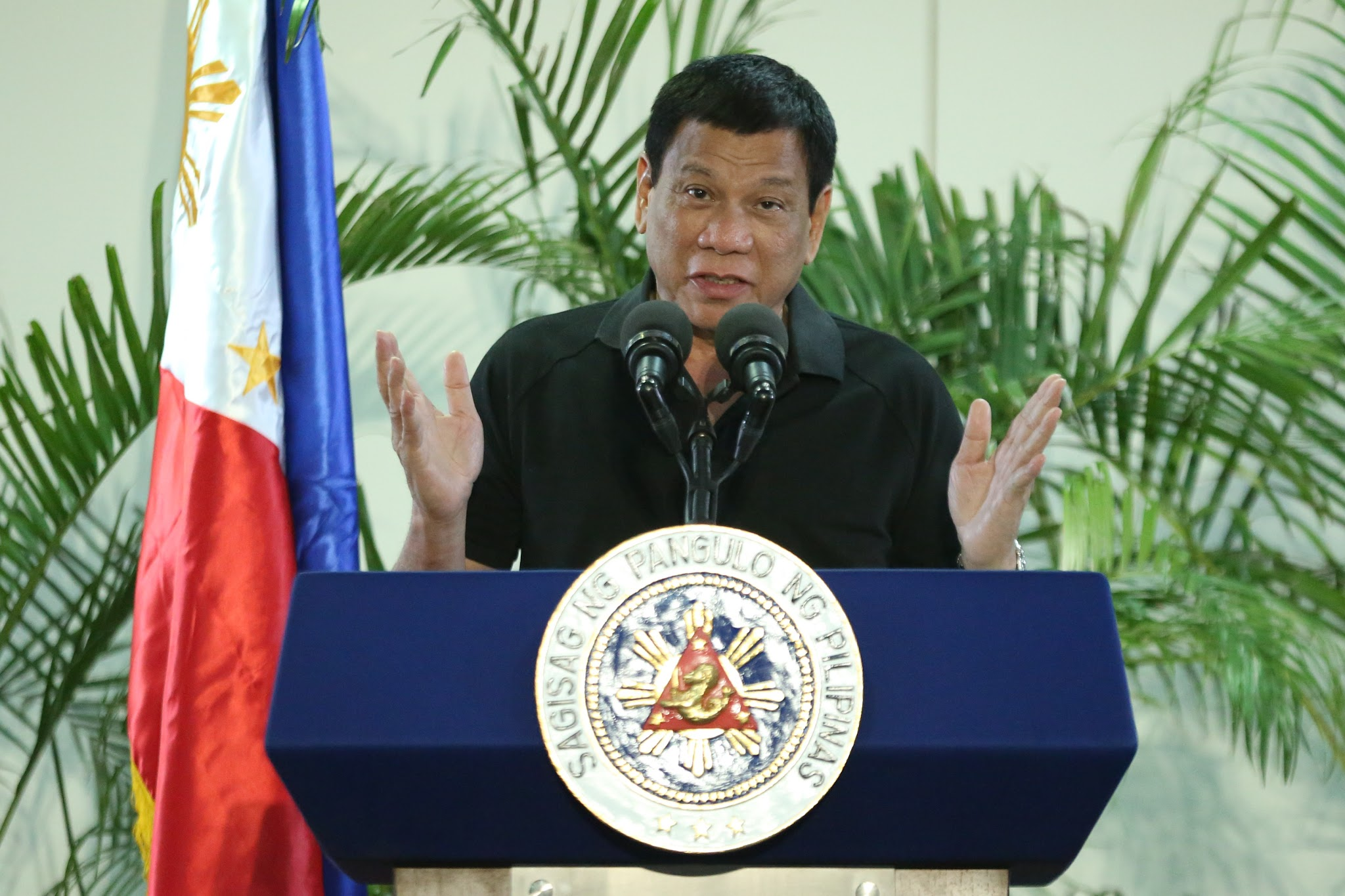
Rodrigo Duterte en 2016.

Rodrigo Duterte crée la polémique, dans les médias philippins comme étrangers, par sa démagogie, son vocabulaire et ses allusions machistes. Il est cependant difficile de saisir le fond de sa pensée, notamment parce qu’il est un bisaya s'exprimant devant des médias nationaux en majorité tagalog ou anglophones. Il faut aussi comprendre que bien que les bisayas parlent généralement couramment le tagalog (car elle est la langue nationale), la réciproque est plutôt rare, avec peu de tagalog apprenant le bisaya.
L'expression Putang ina mo (en tagalog) qui signifie « ta mère est une pute » et que l'on traduit souvent par « fils de pute » n'est aux Philippines, et en particulier dans les régions bisaya, qu'une exclamation d’agacement, et n'a pas la connotation injurieuse et personnelle qu'elle revêt dans les pays occidentaux.
Quelques déclarations ont ainsi été biaisées lors des traductions telles que celle au sujet de l’ambassadeur américain : « Kausap namin si Kerry. Okay naman siya kasi nag-away kami ng ambassador niya, 'yung ambassador, 'yung bakla. Putangina buwisit ako diyan ». Bakla, qui peut signifier « homosexuel » en tagalog, n'a pas de connotation négative et putang ina est ici encore interprété comme « fils de pute ». Cette expression fera encore couler beaucoup d'encre comme lorsqu'au sujet des embouteillages à Manille provoqués par la venue du pape François en visite officielle, il déclare « Gusto kong tawagan, ‘Pope putang ina ka, umuwi ka na. ‘Wag ka nang magbisita dito »,. En 2016, les médias rapportent qu'il aurait également qualifié le président américain Barack Obama de « fils de pute » ; à cette occasion encore, c'est l'expression putang ina qui fut prononcée.
Il est accusé d'avoir participé à des escadrons de la mort à Davao qui ont tué plus de 1 000 personnes durant les années 1990 (selon l'association Human Rights Watch, jusqu'à 1 700 selon Le Canard enchaîné). Face aux médias philippins, il ne nie pas avoir déjà commis des meurtres. En 2009, il déclarait même : « Si vous exercez une activité illégale dans ma ville, si vous êtes un criminel ou un gangster qui s'en prend aux innocents, tant que je suis maire, vous êtes une cible légitime d'assassinat », puis lors de la campagne présidentielle de 2016 : « Vous, les dealers, les braqueurs et les vauriens, vous feriez mieux de partir. Parce que je vais vous tuer ». En décembre 2016, il affirme avoir « personnellement tué des criminels présumés à l'époque où il était maire de Davao, afin de montrer l'exemple à la police ». Le 27 décembre 2016, il prétend avoir jeté un homme d'un hélicoptère : « Si vous êtes corrompus, j'irai vous chercher en hélicoptère à Manille et je vous jetterai dans le vide. Je l'ai déjà fait, pourquoi ne pas recommencer ? ».
Il se dit prêt à se rendre en motomarine sur les îles disputées entre les Philippines et la Chine pour y planter un drapeau philippin. Cependant, en octobre 2016 il change complètement de politique et proclame aux Chinois : « Je me suis réaligné sur votre mouvance idéologique, je vais me rendre aussi en Russie pour parler à Poutine et lui dire qu'on est trois contre le reste du monde ».
Il est également accusé de sexisme pour avoir affirmé qu'il avait trois maîtresses en plus de sa seconde épouse (il a été marié une première fois durant 27 ans), et pour avoir justifié le viol (suivi du meurtre) d'une missionnaire australienne en 1989 dans sa ville, en déclarant : « J'ai vu son visage et je me suis dit Putain, quel dommage ! Ils l'ont violée, ils ont tous attendu leur tour. J'étais en colère qu'ils l'aient violée, mais elle était si belle. Je me suis dit le maire aurait pu passer en premier »,.
Il se revendique lui-même comme étant un dictateur, n'hésitant pas à affirmer qu'il se passera du Congrès au cas où celui-ci l'empêcherait de mener à bien ses projets. Après avoir fait un parallèle entre sa campagne anti-drogues et la politique hitlérienne d'extermination des Juifs (« Hitler a massacré trois millions de Juifs. Bon, il y a trois millions de drogués (aux Philippines). Je serais heureux de les massacrer »), il s'excuse, ses propos ayant suscité des critiques d'Israël, des États-Unis et du Congrès juif mondial. Parmi ses autres influences, il assure notamment vouloir « partir à la retraite avec la réputation d'Amin Dada » (responsable de 300 000 morts en Ouganda), et déclare souhaiter réhabiliter la mémoire du président philippin Ferdinand Marcos.
Particulièrement hostile aux narco-trafiquants, il ordonne dès son élection qu'ils soient mis derrière les barreaux ou tués. Il demande également aux citoyens philippins de sortir dans les rues pour tuer les trafiquants. Un mois après son élection, plus de 110 personnes liées au trafic de drogue ont été tuées et au moins 60 000 se sont rendues[source insuffisante], et 300 kg de méthamphétamine ont été saisis. Duterte déclare souhaiter que 100 000 personnes soient tuées lors de ce nettoyage.
Quelques jours plus tard, il s'en prend à l'Union européenne, dont les responsables s'inquiètent de la façon dont il mène sa campagne contre la criminalité et leur dit d'aller se « faire foutre ». Il accuse également la France et le Royaume-Uni d'hypocrisie et affirme que les ancêtres des députés européens ont tué « des milliers d'Arabes » et autres peuples tout en accompagnant ses déclarations d'un doigt d'honneur.